# Холминська Дача (заповідне урочище)
Хо́лминська Да́ча — заповідне урочище в Україні. Розташоване в межах Корюківського району Чернігівської області, на південний захід від смт Холми.
Площа 25 га. Статус присвоєно згідно з рішенням Чернігівського облвиконкому від 29.07.1975 року № 319; від 27.12.1984 року № 454; від 28.08.1989 року № 164. Перебуває у віданні ДП «Холминське лісове господарство» (Холминське л-во, кв.  13, 14).
Статус присвоєно для збереження частини лісового масиву з цінними насадженнями дуба.